# Tethina callosirostris
Tethina callosirostris är en tvåvingeart som beskrevs av Lorenzo Munari 2008. Tethina callosirostris ingår i släktet Tethina och familjen Canacidae. Inga underarter finns listade i Catalogue of Life.